# Koci Sad
Koci Sad – wzgórze morenowe zlokalizowane na południe od Słomowa w gminie Rogoźno. Wysokość wzniesienia wynosi 118 lub 119 m n.p.m.
Koci Sad jest najwyższym wzniesieniem powiatu obornickiego. Na szczycie umieszczona jest telewizyjna stacja bazowa. Dawniej stał tu punkt obserwacyjny do nadzorowania ćwiczeń na poligonie w Biedrusku.
W 1813, po klęsce Napoleona w Rosji, w okolicy wzgórza rozegrała się potyczka pomiędzy będącym w odwrocie Czwartym Pułkiem Nadwiślańskim, dowodzonym przez generała Girarda, a wojskami carskimi, dowodzonymi przez Woroncewa i Czernyszewa.